# Asceua kunming
Asceua kunming är en spindelart som beskrevs av Song och Kim 1997. Asceua kunming ingår i släktet Asceua och familjen Zodariidae. Inga underarter finns listade i Catalogue of Life.